# Haralambie (povestire)

Haralambie este o povestire în ramă și face parte din volumul Hanu-Ancuței de Mihail Sadoveanu.

## Rezumat
Gherman fusese crescut doar de mamă, căci tatăl murise.
După decesul mamei, acesta ajunge la mănăstirea Durăului și se călugărește.
Călugărul Gherman frecventa periodic biserica Sf. Haralambie din Iași.
Hramul acestui lăcaș de cult provenea de la numele unui arnăut, Haralambie, care devenise haiduc.
Pentru a-l pedepsi, Vodă Ipsilanti trimite chiar pe fratele acestuia, Gheorghie Leondari (care era comandant al gărzii domnești) să îl captureze.
Haralambie este găsit la casa lui Gherman, care era copil, și este ucis.
Cuprins de remușcări pentru fapta comisă, Gheorghie Leondari solicită domnitorului să accepte retragerea sa din funcție și apoi construiește biserica Sf. Haralambie în memoria fratelui său.